# داینامیک آیلند
سری جدید آیفون دارای ناچ جدید با اصطلاح داینامیک آیلند می‌باشد. در بالای صفحه نمایش بریدگی جدید شبیه کپسول وجود دارد که رسما داینامیک آیلند نامیده می‌شود. داینامیک آیلند فعلاً فقط در ایفون های ۱۴ پرو و مکس و مدل های جدیدتر وجود دارند و آیفون ۱۴ و آیفون ۱۴ پلاس این قابلیت را ندارند. در نگاه اول، ممکن است فکر کنید که این ویژگی فقط برای زیبایی مورد استفاده قرار گرفته است در حالی که این یکی از دلایل آن است باید گفت که این یک ویژگی کاملاً کاربردی است.
جالب‌ترین مورد داینامیک آیلند اپل این است که این ویژگی چطور می‌تواند به شکل‌های مختلف تبدیل شود تا انواع اطلاعات را به کاربر نمایش دهد. برای مثال هنگامی که گوشی هوشمند خود را در حالت بی‌صدا قرار می‌دهید، AirPods خود را وصل می‌کنید و دسترسی به Face ID پیدا می‌کنید یا شارژر خود را وصل می‌کنید، بریدگی گسترش می‌یابد و کاری که در حال انجام است را نمایش می‌دهد و سپس بلافاصله به حالت عادی بازمی‌گردد.